# Муньос, Кристиан
Кристиан Камило Муньос Ланчерос (исп. Cristian Camilo Muñoz Lancheros; род. 20 марта 1996, департамент Бояка, Колумбия) — колумбийский профессиональный шоссейный велогонщик, выступающий за команду мирового тура «UAE Team Emirates».

## Достижения
2016
2-й Тур Колумбии U23
2017
2-й Тур Колумбии U23
1-й — Этапы 6 и 7 Тур Колумбии U23
2018
3-й Тур Колумбии U23
7-й Джиробио — Генеральная классификация U23
1-й — Этап 8